# 常滑市
常滑市（日语：／ Tokoname shi */?）是位於日本爱知县西南方、知多半島西岸的行政區劃，轄內多為丘陵地，西臨伊勢灣，名古屋市及日本中部地方主要的聯外機場－中部国际机场就位于常滑市西側海上的人工島上。
約12世紀開始成為盛產陶瓷器的地區，本地的「常滑燒」已被列入日本六古窯之一，也是六古窯中歷史最悠久、規模最大的。另外常滑在日本也被稱為「招財貓的產地」，正好有陶瓷等有名的招財貓玩偶生產，製造量為日本第一，市內也多用大大小小招財貓作為象徵與觀光特色。
2020年上映的日本動畫電影《想哭的我戴上了貓的面具》即使以本地為故事舞台。

## 人口
在知多半島上，常滑市為人口最少的市級行政區劃，雖然在1950年代即成為市，但人口數持續維持在五萬人左右，自1980年代起更開始呈微幅下滑，直到2000年代中部國際機場開始營運後，人口才開始有明顯的成長。
| 常滑市人口分布圖 |                                               |  |
| 常滑市與日本全國年齡別人口分布比較圖 （2005年資料） | 常滑市的年齡、男女別人口分布圖 （2005年資料） |  |
| ■紫色是常滑市 ■綠色是全国 | ■藍色是男性 ■紅色是女性                       |  |
| 常滑市人口變化 \| 1970年 \| 54,168人 \| \| \| 1975年 \| 54,865人 \| \| \| 1980年 \| 54,345人 \| \| \| 1985年 \| 53,077人 \| \| \| 1990年 \| 51,784人 \| \| \| 1995年 \| 50,854人 \| \| \| 2000年 \| 50,183人 \| \| \| 2005年 \| 51,265人 \| \| \| 2010年 \| 54,858人 \| \| \| 2015年 \| 56,547人 \| \| \| 2020年 \| 58,710人 \| \| |                                               |  |
| 資料來源：日本總務省統計中心提供之人口普查數據 |                                               |  |
| 1970年 | 54,168人                                      |  |
| 1975年 | 54,865人                                      |  |
| 1980年 | 54,345人                                      |  |
| 1985年 | 53,077人                                      |  |
| 1990年 | 51,784人                                      |  |
| 1995年 | 50,854人                                      |  |
| 2000年 | 50,183人                                      |  |
| 2005年 | 51,265人                                      |  |
| 2010年 | 54,858人                                      |  |
| 2015年 | 56,547人                                      |  |
| 2020年 | 58,710人                                      |  |

## 歷史
在常滑市北部有發掘出屬於繩紋時代的石瀨貝塚。
在令制國時代本地屬於尾張國知多郡，大約在12世紀至14世紀期間，窯業開始成為本地的主要產業，在當時常滑燒；14世紀中一色範氏在現在的常滑市北部與知多市交界處建立大野城，後來在15世紀為佐治氏所控制，直到16世紀末。後來成為德川幕府二代將軍德川秀忠正室、三代將軍德川家光之母的崇源院，在1584年其第一段婚姻曾嫁給當時的大野城城主佐治一成。此期間由於佐治氏發產出掌控了伊勢灣水域的「佐治水軍」，使得本地的常滑燒也因此得以藉由海運被銷售至日本各地，但在佐治氏沒落後常滑燒也一度隨之沒落。
同樣在約15世紀時，同樣以知多半島為據點的水野氏在現在的常滑市中部建立了常滑城，並由其分家「常滑水野家」負責此城直到16世紀末。
17世紀進入江戶時代後，本地成為尾張藩尾張德川家的領地，此期間常滑燒的產也也再度開始興盛；19世紀末明治維新實施廢藩置縣後，改隸屬名古屋縣，在1871年的第一次府縣整併時，隨著知多郡被劃入新設立的額田縣，不過在隔年即被整併至愛知縣。
1889年日本實施町村制，現在的常滑市在當時分屬大野町、矢田村、久米村、金山村、西之口村、榎戶村、多屋村、常滑村、樽水村、西阿野村、古場村、苅屋村、大谷村、小鈴谷村、坂井村共15個行政區劃；位於現在市中心的常滑村先在1890年升格為常滑町，其餘區域除了最北部的大野町外．其餘區域則是在1906年分別整併為位於東北部的三和村、位於西北部的鬼崎村、位於常滑町以南的枳豆志村、位於最南端轄區包括至現在美濱町西北的的小鈴谷村。
枳豆志村和鬼崎村先後在1911年、1951年升格為西浦町、鬼崎町，後與大野町、常滑町配合在1950年代期間日本政府推動的昭和大合併，於1954年整併為現在的常滑市。小鈴谷村在1952年升格為小鈴谷町後，其北部原屬大谷村、小鈴谷村、坂井村的區域則是在1957年接著併入常滑市。

### 變遷表
| 1889年10月1日 | 1889年 - 1944年             | 1889年 - 1944年                   | 1945年 - 1954年                   | 1945年 - 1954年             | 1955年 - 1989年           | 1989年 - 現在            | 現在                     |
| ------------- | --------------------------- | --------------------------------- | --------------------------------- | --------------------------- | ------------------------- | ------------------------ | ------------------------ |
| 大野町        | 大野町                      | 大野町                            | 大野町                            | 1954年4月1日 合併為常滑市   | 1954年4月1日 合併為常滑市 | 常滑市                   | 常滑市                   |
| 矢田村        | 1906年5月1日 合併為三和村   | 1906年5月1日 合併為三和村         | 1906年5月1日 合併為三和村         | 1954年4月1日 合併為常滑市   | 1954年4月1日 合併為常滑市 | 常滑市                   | 常滑市                   |
| 久米村        | 1906年5月1日 合併為三和村   | 1906年5月1日 合併為三和村         | 1906年5月1日 合併為三和村         | 1954年4月1日 合併為常滑市   | 1954年4月1日 合併為常滑市 | 常滑市                   | 常滑市                   |
| 金山村        | 1906年5月1日 合併為三和村   | 1906年5月1日 合併為三和村         | 1906年5月1日 合併為三和村         | 1954年4月1日 合併為常滑市   | 1954年4月1日 合併為常滑市 | 常滑市                   | 常滑市                   |
| 西之口村      | 1906年5月1日 合併為鬼崎村   | 1906年5月1日 合併為鬼崎村         | 1951年10月1日 改制為鬼崎町        | 1954年4月1日 合併為常滑市   | 1954年4月1日 合併為常滑市 | 常滑市                   | 常滑市                   |
| 榎戶村        | 1906年5月1日 合併為鬼崎村   | 1906年5月1日 合併為鬼崎村         | 1951年10月1日 改制為鬼崎町        | 1954年4月1日 合併為常滑市   | 1954年4月1日 合併為常滑市 | 常滑市                   | 常滑市                   |
| 多屋村        | 1906年5月1日 合併為鬼崎村   | 1906年5月1日 合併為鬼崎村         | 1951年10月1日 改制為鬼崎町        | 1954年4月1日 合併為常滑市   | 1954年4月1日 合併為常滑市 | 常滑市                   | 常滑市                   |
| 常滑村        | 1890年12月17日 改制為常滑町 | 1890年12月17日 改制為常滑町       | 1890年12月17日 改制為常滑町       | 1954年4月1日 合併為常滑市   | 1954年4月1日 合併為常滑市 | 常滑市                   | 常滑市                   |
| 樽水村        | 1906年5月1日 合併為枳豆志村 | 1911年12月10日 改制並更名為西浦町 | 1911年12月10日 改制並更名為西浦町 | 1954年4月1日 合併為常滑市   | 1954年4月1日 合併為常滑市 | 常滑市                   | 常滑市                   |
| 西阿野村      | 1906年5月1日 合併為枳豆志村 | 1911年12月10日 改制並更名為西浦町 | 1911年12月10日 改制並更名為西浦町 | 1954年4月1日 合併為常滑市   | 1954年4月1日 合併為常滑市 | 常滑市                   | 常滑市                   |
| 古場村        | 1906年5月1日 合併為枳豆志村 | 1911年12月10日 改制並更名為西浦町 | 1911年12月10日 改制並更名為西浦町 | 1954年4月1日 合併為常滑市   | 1954年4月1日 合併為常滑市 | 常滑市                   | 常滑市                   |
| 苅屋村        | 1906年5月1日 合併為枳豆志村 | 1911年12月10日 改制並更名為西浦町 | 1911年12月10日 改制並更名為西浦町 | 1954年4月1日 合併為常滑市   | 1954年4月1日 合併為常滑市 | 常滑市                   | 常滑市                   |
| 大谷村        | 1906年7月1日 合併為小鈴谷村 | 1906年7月1日 合併為小鈴谷村       | 1952年7月1日 改制為小鈴谷町       | 1952年7月1日 改制為小鈴谷町 | 1957年3月31日 併入常滑市  | 常滑市                   | 常滑市                   |
| 小鈴谷村      | 1906年7月1日 合併為小鈴谷村 | 1906年7月1日 合併為小鈴谷村       | 1952年7月1日 改制為小鈴谷町       | 1952年7月1日 改制為小鈴谷町 | 1957年3月31日 併入常滑市  | 常滑市                   | 常滑市                   |
| 坂井村        | 1906年7月1日 合併為小鈴谷村 | 1906年7月1日 合併為小鈴谷村       | 1952年7月1日 改制為小鈴谷町       | 1952年7月1日 改制為小鈴谷町 | 1957年3月31日 併入常滑市  | 常滑市                   | 常滑市                   |
| 上野間村      | 1906年7月1日 合併為小鈴谷村 | 1906年7月1日 合併為小鈴谷村       | 1952年7月1日 改制為小鈴谷町       | 1952年7月1日 改制為小鈴谷町 | 1957年3月31日 併入美濱町  | 1957年3月31日 併入美濱町 | 1957年3月31日 併入美濱町 |

## 交通

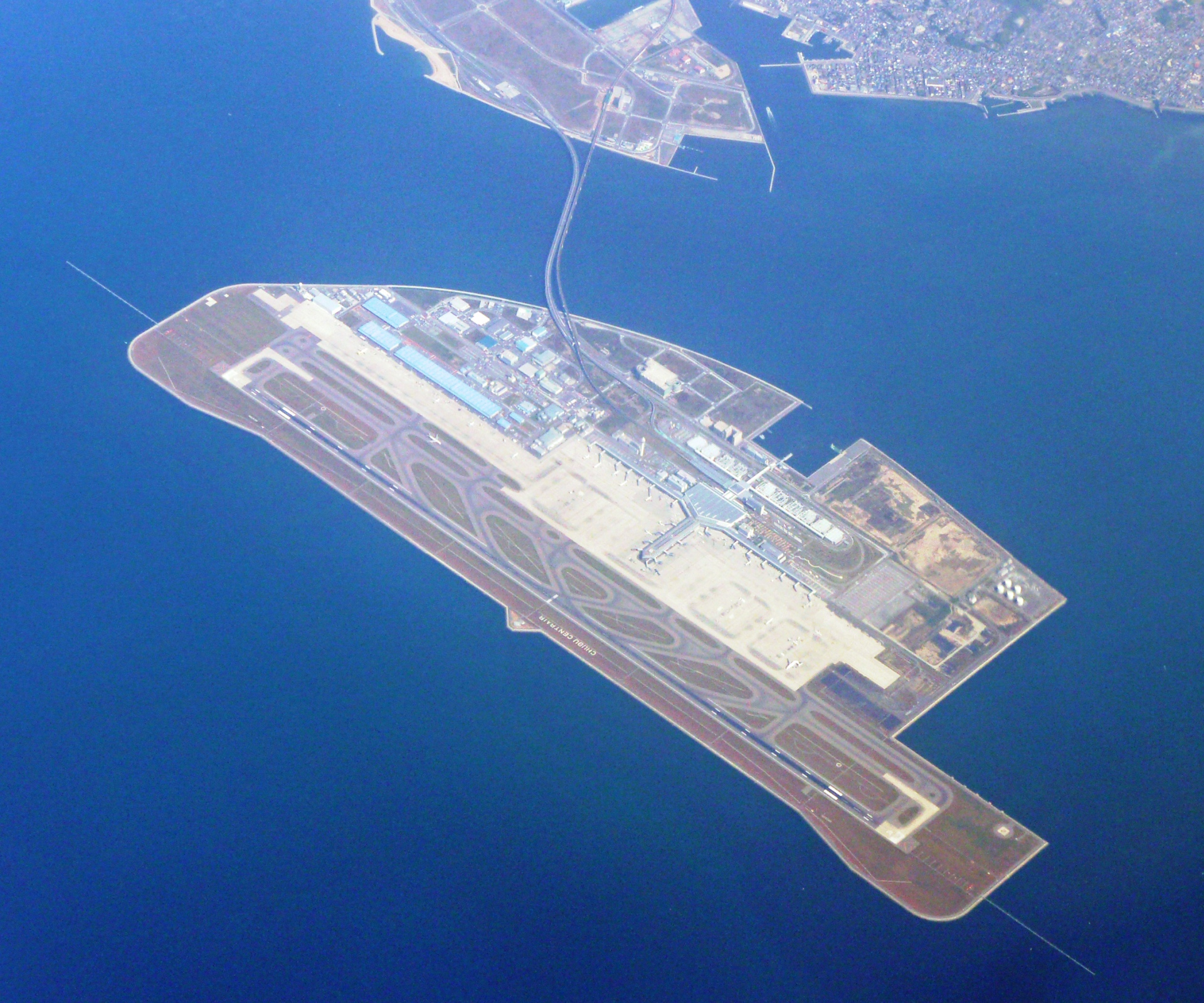
位於常滑市區外海的中部國際機場，右上角區域及為常滑市主要市區

名古屋市及日本中部地方的主要聯外機場－中部國際機場位於常滑主要市區外海約一公里處的人工島上，可經由名古屋鐵道機場線或中部國際機場連絡道路前往，自名古屋車站利用經名古屋本線、常滑線的直通特急列車，可在約半小時內抵達中部國際機場或是常滑市的主要車站－常滑車站。
中部國際機場連絡道路則可在常滑市內直接接入知多橫斷道路，往東於半田市內接入知多半島道路，再往北進入名古屋市周邊的高速公路網。
名古屋鐵道經河和線延伸至知多半島南部的知多新線自東側的武豐町進入市內南部的區域後，再轉往南側的美濱町，但在常滑市轄內約1.3公里的路段中並未設有車站，自市內南部區域，必須往南進入美濱町內的上野間車站搭乘。
名鐵集團旗下負責經營知多半島地區的知多乘合在常滑市內開設有一條客運路線；一條為自東側半田市內的知多半田車站出發，經常滑市的主要市區及常滑車站後，再往西進入中部國際機場。另有一條為機場設計的長途路線以知立市的知立車站為起點，經刈谷市、東浦町、阿久比町再進入常滑市內，同樣以中部國際機場為終點。
常滑市政府也有開設可免費搭乘的社區巴士，共開設六條路線，分別以常滑車站及常滑市民醫院為轉乘中心，路線範圍分布至市內各主要聚落。

### 鐵路
- 名古屋鐵道
  - 常滑線：（←知多市） - 大野町車站 - 西之口車站 - 蒲池車站 - 榎戶車站 - 多屋車站 - 常滑車站
  - 機場線：常滑車站 - 臨空常滑車站 - 中部國際機場車站
  - 知多新線：（武豐町） - （在轄內並未設有車站） - （美濱町→）

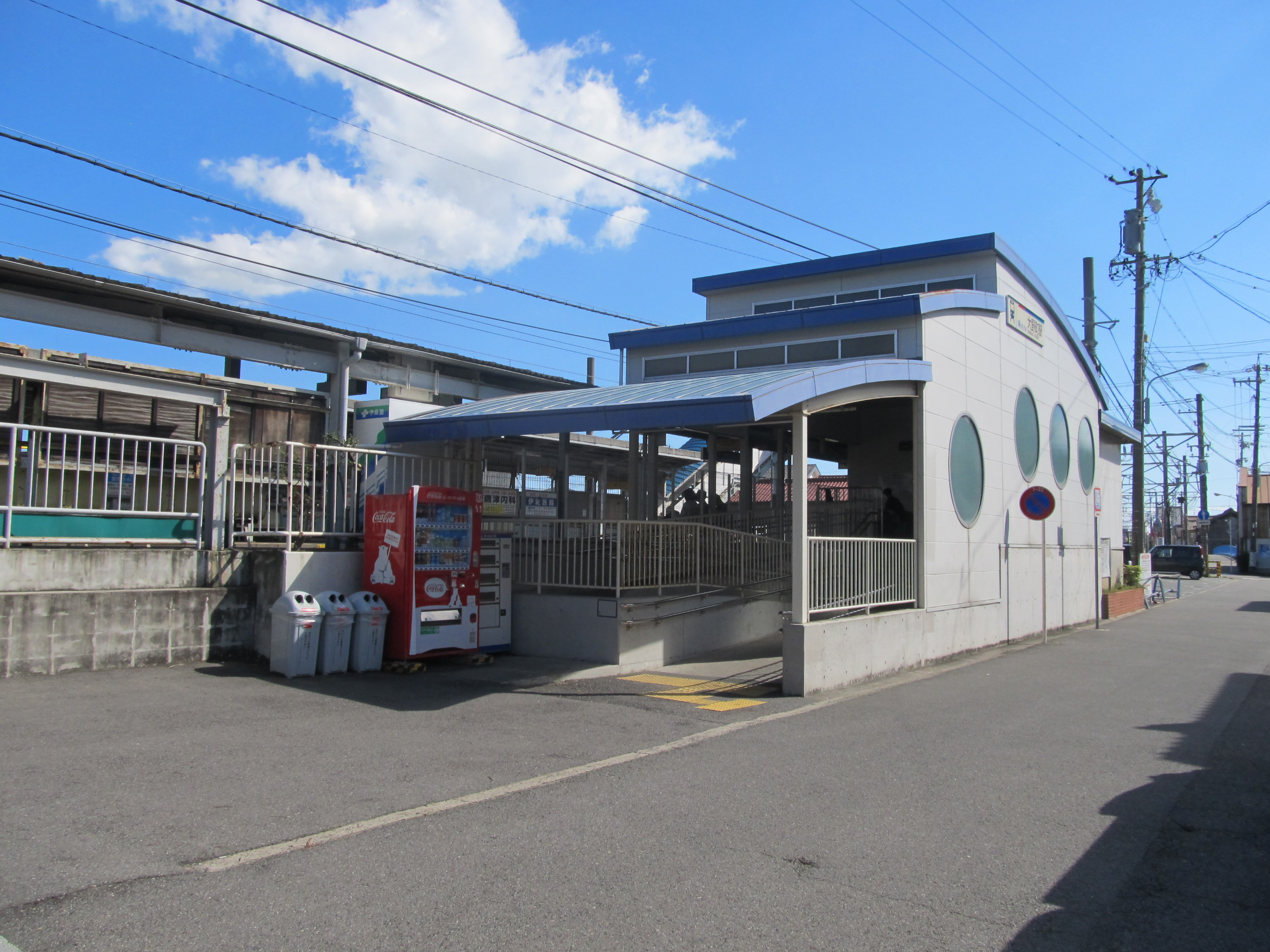
大野町車站
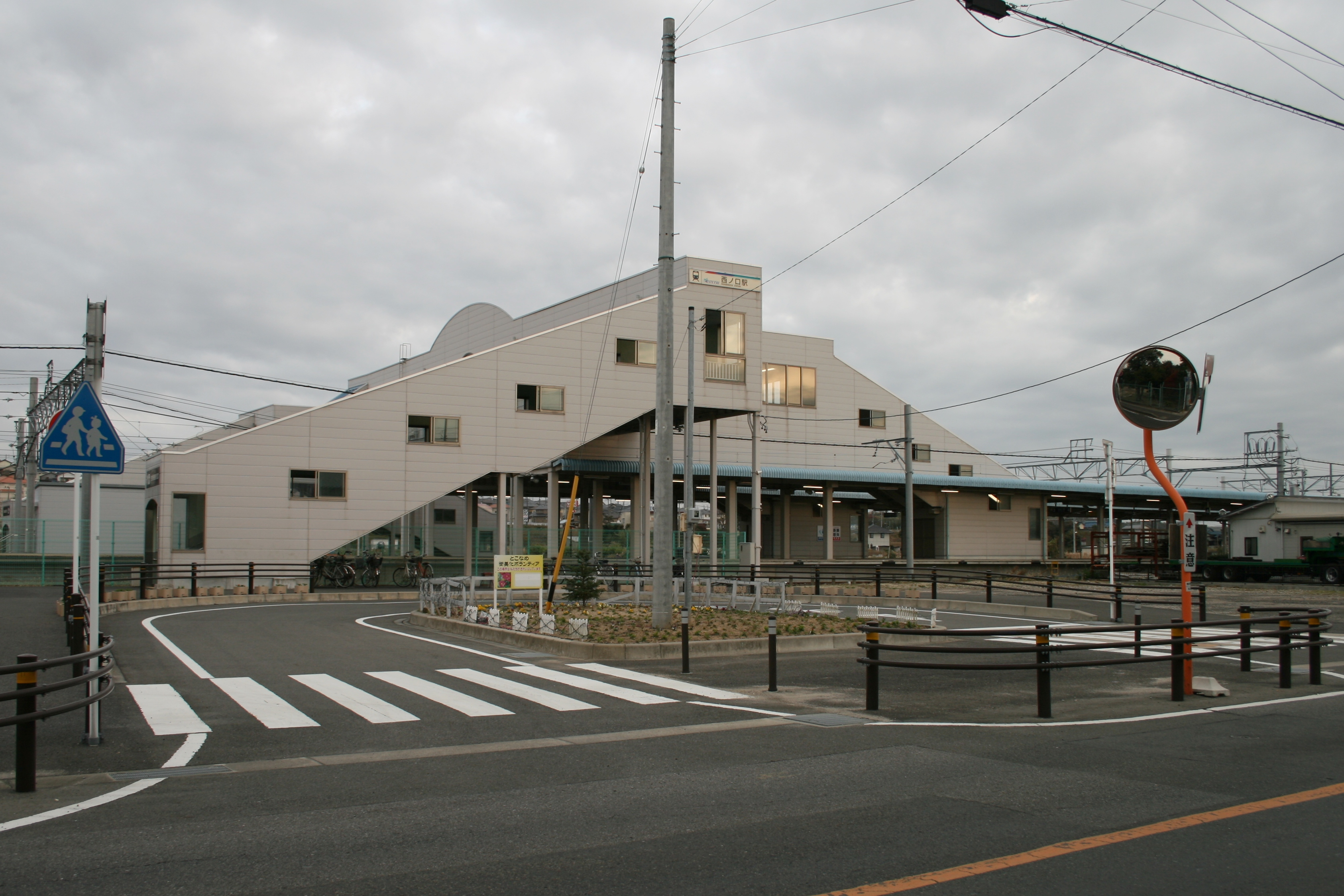
西之口車站
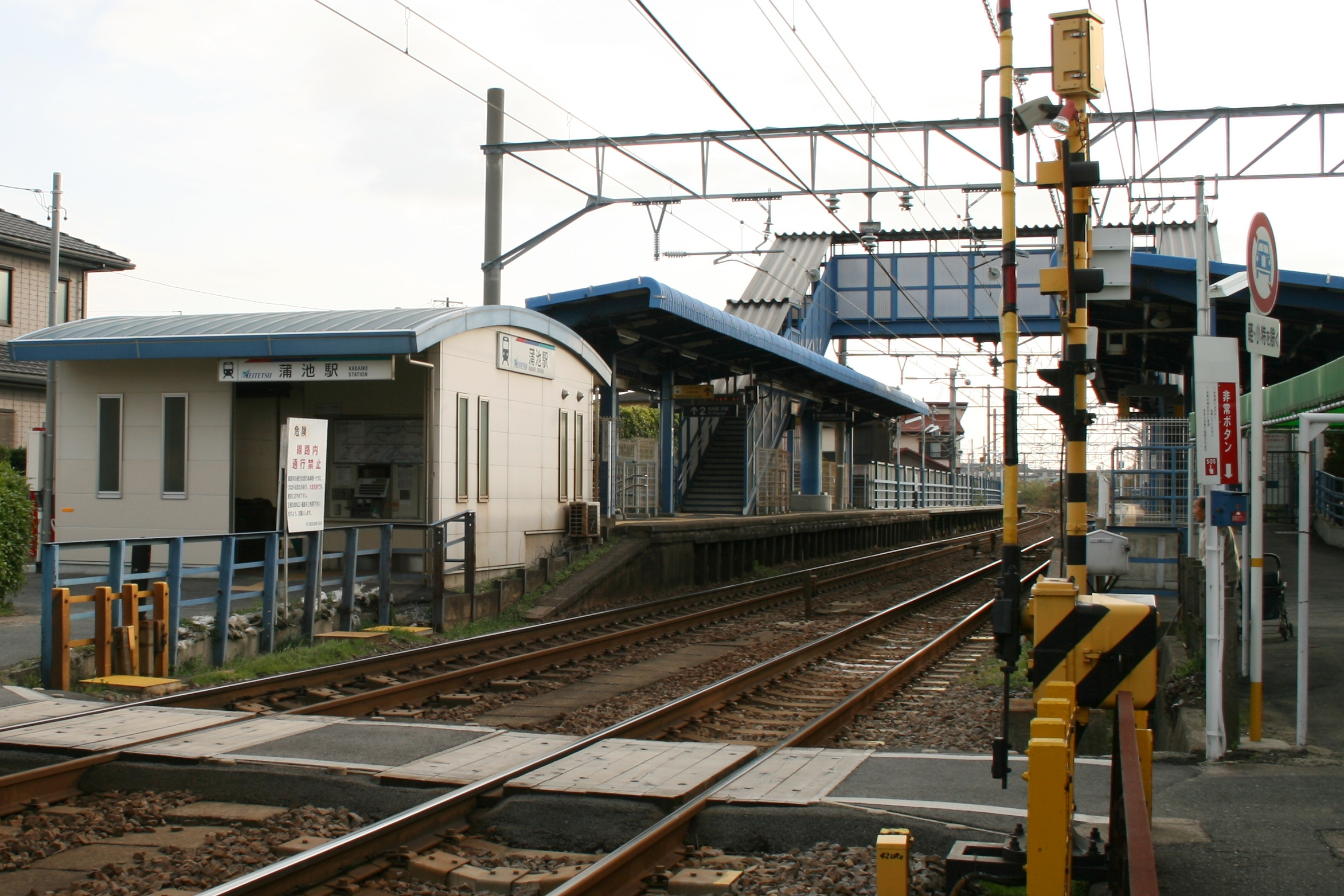
蒲池車站
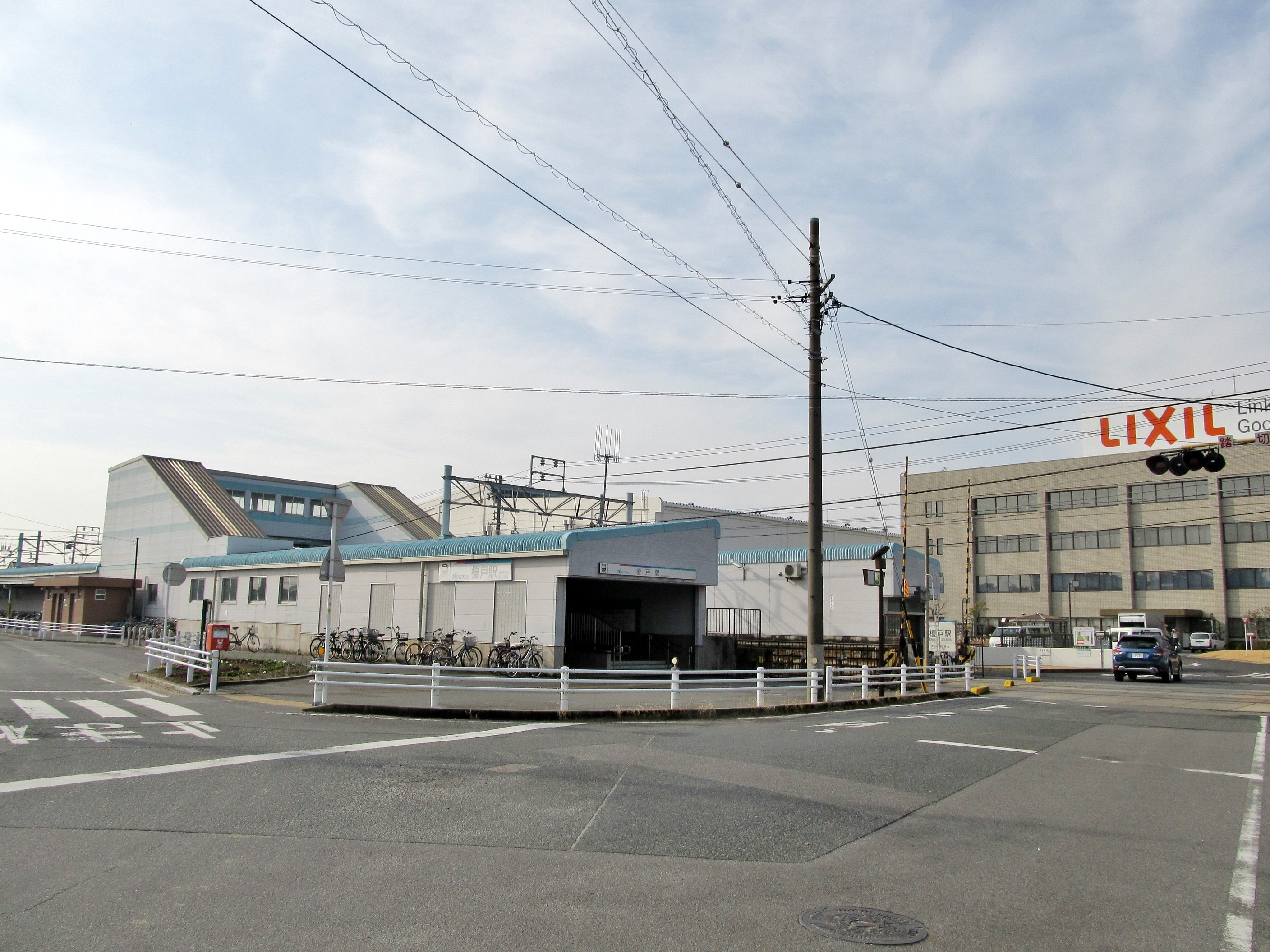
榎戶車站
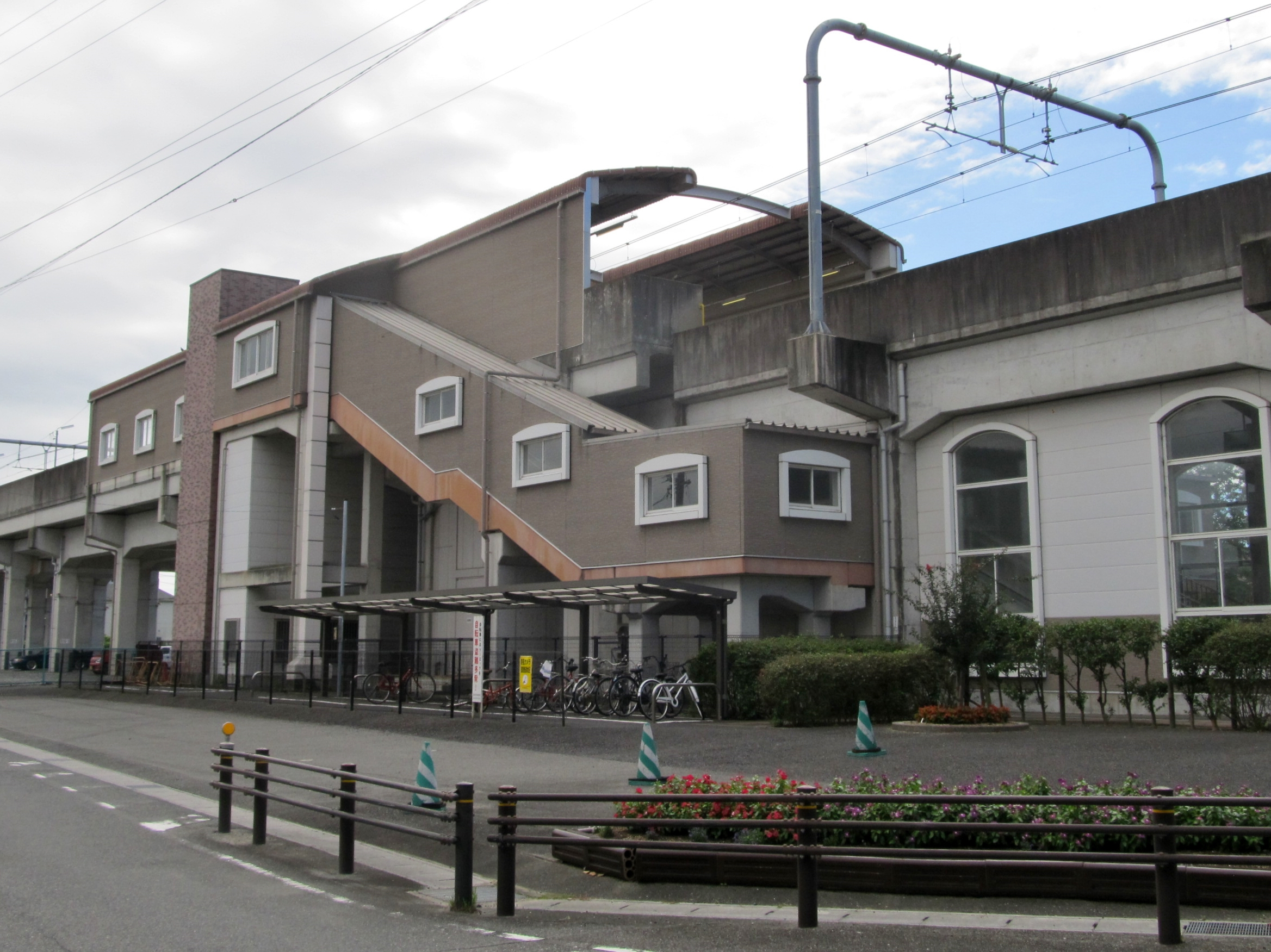
多屋車站
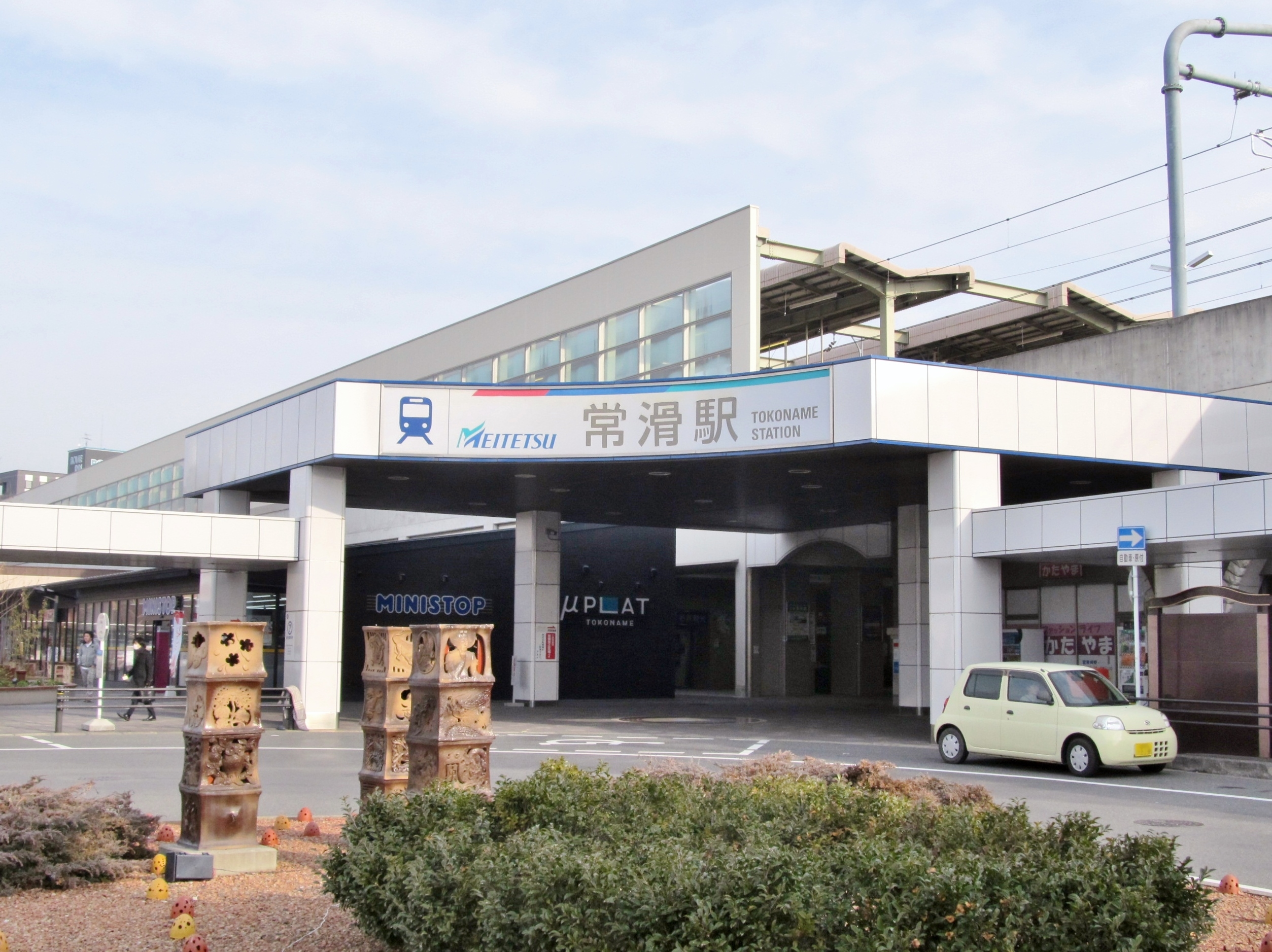
常滑車站
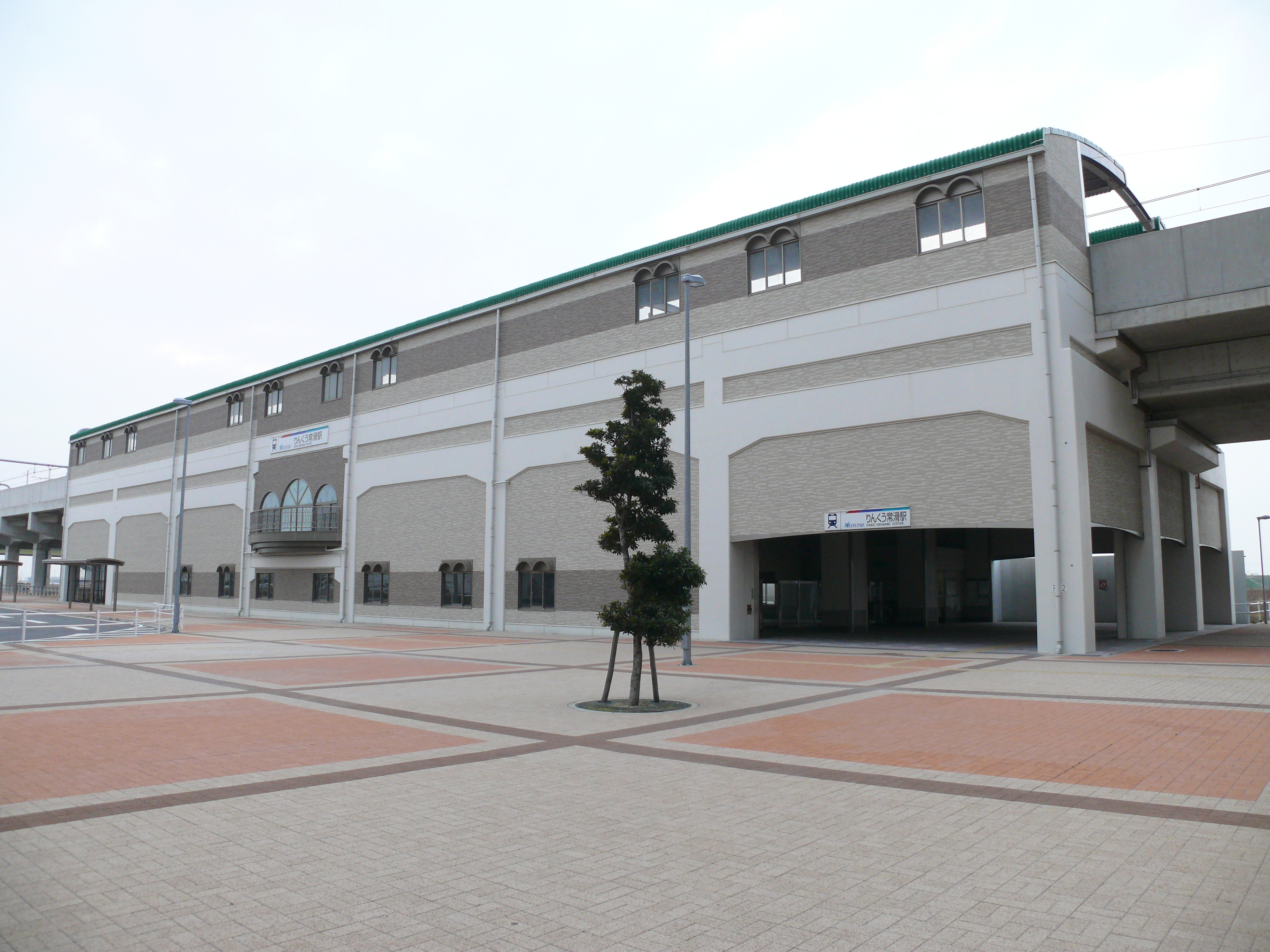
臨空常滑車站
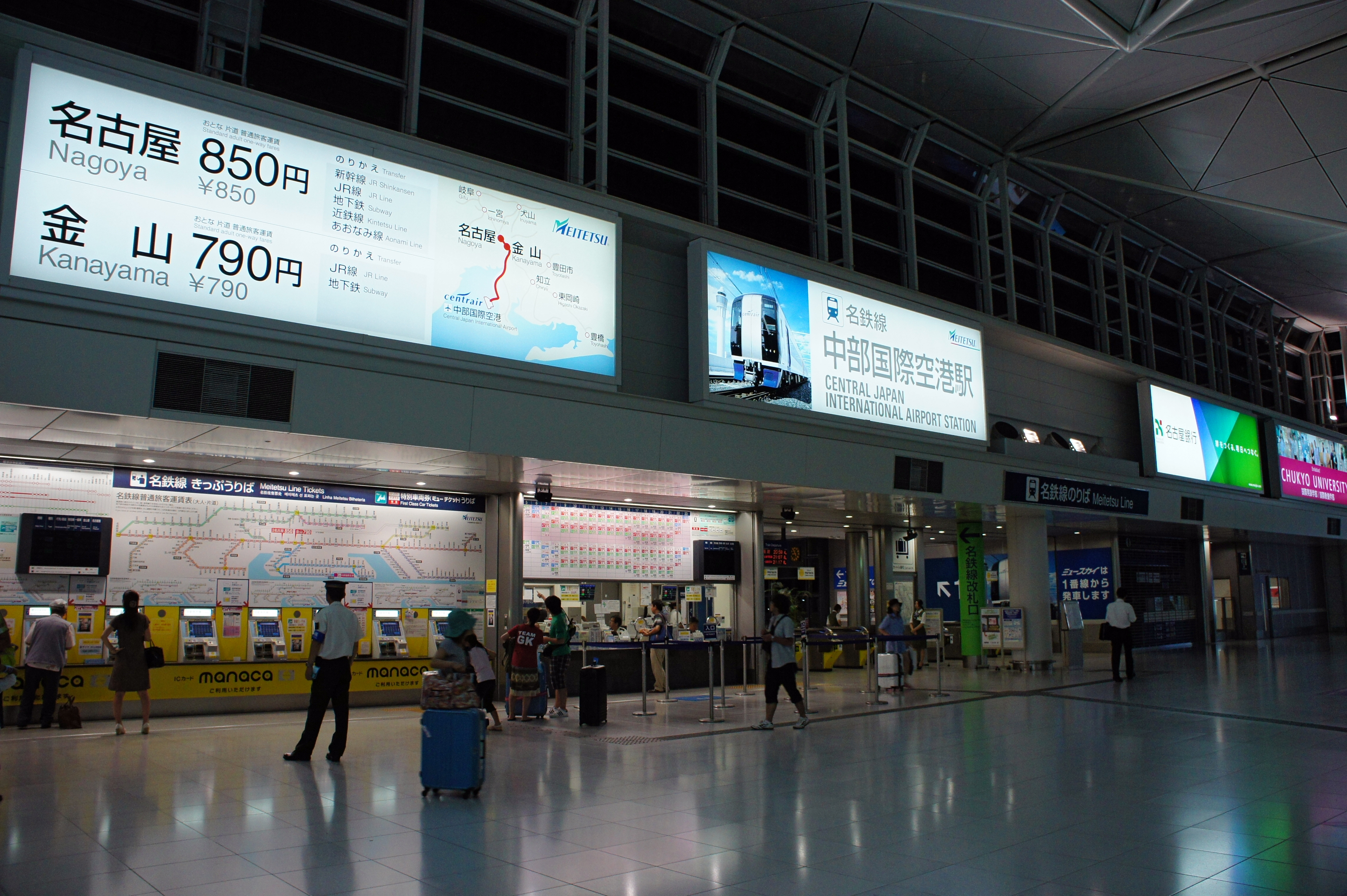
中部國際機場車站

### 公路
高速公路
- 知多橫斷道路（日语：知多横断道路）：（半田市） - 常滑交流道（日语：常滑インターチェンジ） - 臨空交流道（日语：りんくうインターチェンジ） - （中部國際機場連絡道路（日语：中部国際空港連絡道路））
- 中部國際機場連絡道路（日语：中部国際空港連絡道路）：（知多橫斷道路） - 臨空交流道 - 中部機場東交流道（日语：セントレア東インターチェンジ）

## 觀光資源
常滑由於擁有歷史悠久的製陶產業，在現在的市中心內也仍有許多具有歷史的製陶工房，因此在此區域內變以此為主題規畫了一條陶器散步道的觀光路線；也因為製作了大量的招財貓陶器，成為日本招財貓的主要產地之一，在市區中也規劃了一條常滑招財猫通的街道，在此段路上擺設了大量陶製的招財貓，包括一個寬6.3公尺、高3.2公尺的巨大招財貓「常喵」。
在市區東側則有以輔導本地常滑燒產業為主旨的常滑陶之森，其中對外開放的資料館中展出了常滑燒相關的資料及文物。
在市區中，陶器散步道旁的廻船問屋瀧田家為過去在19世紀時的船運業者瀧田家的當時住宅，經當地觀光協會復原後，現作為展示過去船運歷史資料及文物的產所。
建築材料集團驪住的前身之一伊奈最初為常滑本地的製陶業者，於1920年代開始轉型生產衛浴設備，因此驪住公司將過去在此的舊生產設施設立為伊奈生活博物館，重現20世紀初常滑製陶業的工廠環境。
在中部國際機場旁的FLIGHT OF DREAMS雖然為一商場，但其內展示有波音公司的首架波音787飛機，該架飛機於完成測試、試飛後，由波音公司寄贈於此。
北部大野町地區的大野城為現代重建的模擬天守，以崇源院曾在此居住而聞名；其西側的大野海水浴場由於13世紀初的詩人鴨長明曾寫下在此玩水的內容，因此被冠上「世界最古老海水浴場」的稱號。
大野町地區在每年五月也會舉辦有自18世紀流傳至今的大野祭。
- 陶瓷器散步道
- 陶瓷器散步道的土管坡
- 常滑招財猫通上的大型招財貓
- 廻船問屋瀧田家主屋
- FLIGHT OF DREAMS外觀
- FLIGHT OF DREAMS內部的商場與波音787飛機
- 大野城
- 大野海水浴場
- 大野祭的山車

## 姊妹、友好城市

### 海外
- 宜興市（中國江蘇省無錫市）
兩地同為陶瓷產地，因而於2019年締結為友好城市。[23]